# Лааясало, Теэму
Те́эму О́лави Ла́аясало (фин. Teemu Olavi Laajasalo ; род. 10 июля 1974, Хельсинки) — священнослужитель Евангелическо-лютеранской церкви Финляндии, епископ Хельсинки (с 2017 года).

## Биография
В 1997 году окончил богословский факультет Хельсинкского университета со степенью магистра теологии, а в 2001 году в том же университете защитил докторскую диссертацию.
16 августа 2017 года в первом туре голосования (795 голосами, что составило более 50 %, имеющих право голоса) избран епископом Хельсинкского диоцеза.
До своего избрания епископом являлся настоятелем прихода церкви Каллио в Хельсинки и был известен своей либеральной позицией, а также приверженностью церковного венчания однополых браков.
С 1 ноября 2017 года приступил к своим обязанностям в качестве главы диоцеза Хельсинки. 12 ноября, в воскресенье, в кафедральном соборе, состоялась его официальная интронизация в качестве нового хельсинкского лютеранского епископа.
1 января 2018 года председатель Совета епархии Хельсинки, журналистка Йоханна Корхонен отправила епископу 40 вопросов касательно неясностей в расходовании церковных средств и деятельности принадлежавшей ему компании, однако проверка не выявила серьёзных нарушений в тратах епископа Хельсинки. Вместе с тем, ему будет предъявлено обвинение в непредумышленном бухгалтерском преступлении.